# Jérémie III de Constantinople
Jérémie III de Constantinople (en grec : Ιερεμίας Γ΄) fut patriarche de Constantinople du 23/25 mars 1716 au 20 novembre 1726, puis du 15 septembre 1732 à mi-mars 1733.